# مارك كريغ
مارك كريغ هو لاعب هوكي الجليد كندي، ولد في 25 يناير 1970 في هاي ريفر ‏ في كندا.

## وصلات خارجية
- مارك كريغ على موقع دوري الهوكي الوطني (الإنجليزية)
- مارك كريغ على موقع قاعة مشاهير الهوكي (لاعب أن.إتش.أل) (الإنجليزية)
- مارك كريغ على موقع EliteProspects.com (الإنجليزية)
- مارك كريغ على موقع Eurohockey.com (الإنجليزية)
- مارك كريغ على موقع HockeyDB.com (الإنجليزية)
- مارك كريغ على موقع Hockey-Reference.com (الإنجليزية)